# Nils Bolin
Nils Fredrik Bolin, född 21 augusti 1895 i Klinte, Gotlands län, död 7 november 1958 Visby, var en svensk stadsläkare.

## Biografi
Bolin var son till fältläkare Karl Niklas Bolin och Maria Magdalena Budin. Han tog studentexamen i Visby 1915 och med.kand. i Stockholm 1920 samt med.lic. där 1925. Bolin var extra läkare vid Östersunds hospital 1923-1924, assisterande läkare vid Linköpings lasarett samt kort. förordn. i Trollhättans, Domnarvets och Hoverbergs distrikt 1926. Bolin var därefter praktiserande läkare i Visby från 1927, tillförordnad stadsläkare där 1927, 1928 och 1929-1930, ordinarie dito från 1930 samt skolläkare vid Visby högre flickskola.
Han var vice ordförande i hälsovårdsnämnden och satt i styrelsen för stiftelsen Solgårdar. Bolin gifte sig första gången 1927 med tellegrafexpeditör Gerda Barbro Sofia Nordvik och andra gången 1943 med Margit Östling. Bolin avled 1958 och gravsattes den 15 november samma år på Norra kyrkogården i Visby.